# Principski vodomar
Principski vodomar (Corythornis cristatus nais) je ptica iz porodice Alcedinidae. Endem je otoka Príncipe, u državi Sveti Toma i Princip, na zapadnoj obali Afrike u Gvinejskom zaljevu. Prvi službeni opis vrste dao je njemački prirodoslovac Johann Jakob Kaup 1848. koji joj je dao binomno ime Alcedo nais.
Molekularno filogenetsko istraživanje objavljeno 2008. godine pokazalo je da je princepski vodomar podvrsta krunatog vodomara.